# Addison Rae (singolo)
Addison Rae è un singolo del rapper australiano The Kid Laroi pubblicato il 21 marzo 2020.

## Controversie
L'omonima, famosa tiktoker, ha risposto in un video alle frecciatine a lei dirette nel brano.

## Tracce
1. Addison Rae – 2:45